# Alaxtitla Ixcacuatitla
Alaxtitla Ixcacuatitla är en ort i Mexiko.   Den ligger i kommunen Chicontepec och delstaten Veracruz, i den sydöstra delen av landet, 200 km nordost om huvudstaden Mexico City. Alaxtitla Ixcacuatitla ligger 413 meter över havet och antalet invånare är 313.
Terrängen runt Alaxtitla Ixcacuatitla är kuperad söderut, men norrut är den platt. Alaxtitla Ixcacuatitla ligger uppe på en höjd. Runt Alaxtitla Ixcacuatitla är det ganska tätbefolkat, med 65 invånare per kvadratkilometer. Närmaste större samhälle är Benito Juárez, 18,2 km väster om Alaxtitla Ixcacuatitla. Omgivningarna runt Alaxtitla Ixcacuatitla är en mosaik av jordbruksmark och naturlig växtlighet.